# Staunton-schaakstukken

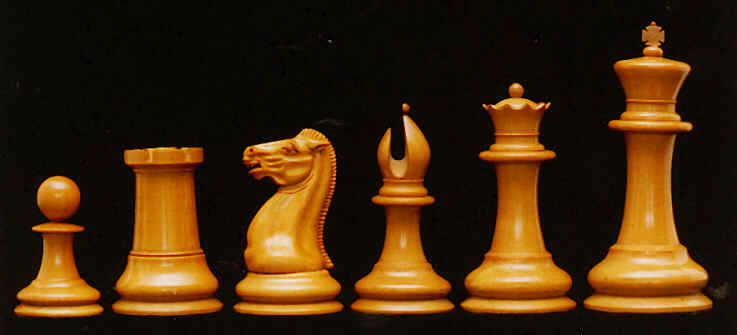
Schaakstukken van het model Staunton; v.l.n.r. pion, toren, paard, loper, dame, koning

Staunton-schaakstukken zijn schaakstukken waarvan het ontwerp wordt toegeschreven aan Nathaniel Cooke. Ze dragen de naam van de Britse schaker Howard Staunton, die het gebruik van deze stukken heeft gepropageerd. Het is namelijk niet wenselijk dat een schaker wordt geconfronteerd met stukken waarvan hij het model niet kent, zodat hij bij aanvang van een partij met de stukken moet kennismaken. Schaakstukken volgens het Stauntonmodel (bij benadering) zijn door de FIDE dan ook voorgeschreven voor het schaken in competitieverband. 
De set werd in 1849 door de topschaker Howard Staunton gepresenteerd in de Illustrated London News, een tijdschrift onder redactie van de architect Nathan Cooke. Diens zwager John Jaques had een spellenfabriek, waar de stukken in productie zijn gegaan. Onduidelijk is gebleven, wie van beiden de set had ontworpen. Datzelfde jaar zijn de eerste schaakstukken van dit model beschikbaar gekomen, de eerste 500 sets werden met Stauntons handtekening verkocht. Na een paar jaar was het gebruik ervan algemeen geaccepteerd.
Hoewel er gesproken wordt van een standaardmodel, zijn er in de praktijk variaties mogelijk.
Die variaties zijn zo gering, dat een speler er geen moeite mee zal hebben de stukken te herkennen.
Men zal aan de Stauntonstukken steeds de volgende kenmerken vinden. De hoogte is een benadering, maar wel geldt dat de koning hoger is dan de dame, enzovoort.
- koning: het hoogste stuk, met een kruis bovenop. Hoogte 9,5 cm.
- dame: gedraaid volgens hetzelfde patroon als de koning, meestal ook even hoog (of lager), maar met een veelpuntige kroon. Hoogte 8,5 cm.
- toren: heeft de vorm van een vestingtoren, op de top zijn kantelen aangebracht. Hoogte 5,5 cm.
- loper: een uivormige bovenzijde waarin asymmetrisch een gleuf is gezaagd. Deze stelt  de mijter van een bisschop voor. Hoogte 7 cm.
- paard: een paardenkop. In tegenstelling tot de andere stukken kan het paard niet op een draaibank worden vervaardigd, waardoor dit het kostbaarste stuk is. Hoogte 6 cm.
- pion: het kleinste stuk, met een bol bovenop. Hoogte 5 cm.

De betere schaakstukken hebben vilt aan de onderzijde.

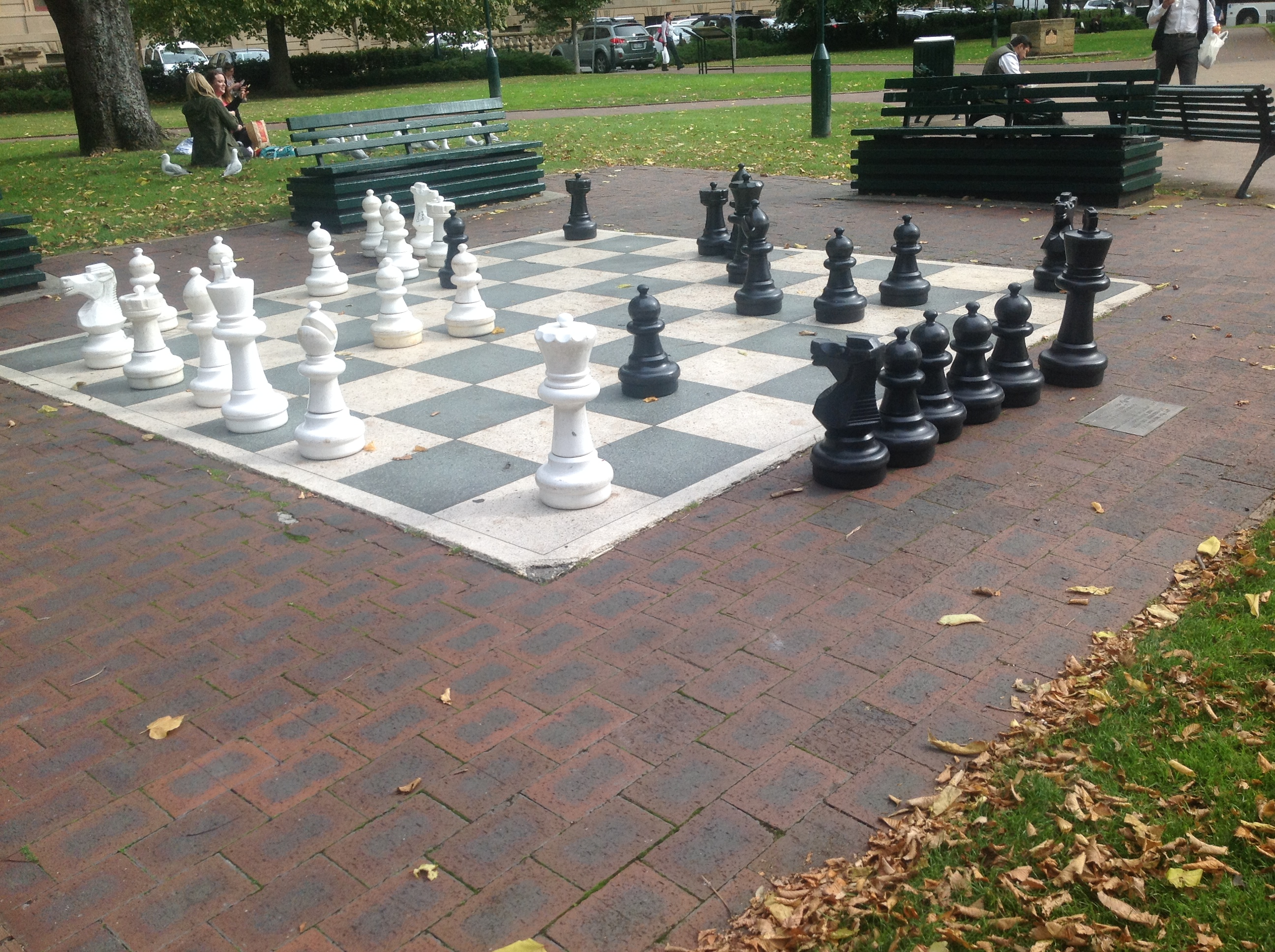
Dit zijn ook Staunton-stukken.

De aangegeven afmetingen zijn bedoeld voor een normaal competitiespel. Bevindt een schaakbord zich op de grond van een park, dan zijn de bijbehorende stukken natuurlijk veel groter, maar ze kunnen hetzelfde model en dezelfde proporties hebben.
Verder wordt natuurlijk geëist dat de zwarte en witte (vanouds soms rode en witte) stukken goed van elkaar te onderscheiden zijn.
Ze hoeven niet werkelijk zwart en wit te zijn (al worden ze wel zo genoemd), maar de zwarte stukken moeten veel donkerder van kleur zijn.
Het kleurverschil kan bereikt worden door verschillende houtsoorten te gebruiken of door de stukken te verven.